# Rhipicentor nuttalli
Rhipicentor nuttalli är en fästingart som beskrevs av Cooper och Robinson 1908. Rhipicentor nuttalli ingår i släktet Rhipicentor och familjen hårda fästingar. Inga underarter finns listade i Catalogue of Life.